# Sportverein 1916 Sandhausen 2017-2018
Questa voce raccoglie le informazioni riguardanti lo Sportverein 1916 Sandhausen  nelle competizioni ufficiali della stagione calcistica 2017-2018.

## Stagione
Nella stagione 2017-2018 il Sandhausen, allenato da Kenan Koçak, concluse il campionato di 2. Bundesliga al 11º posto. In coppa di Germania il Sandhausen fu eliminato al primo turno dallo Schweinfurt 05.

## Rosa
| N. |                                 | Ruolo | Calciatore        |
| -- | ------------------------------- | ----- | ----------------- |
| 30 | Austria (bandiera)              | P     | Valentino Jović   |
| 1  | Bosnia ed Erzegovina (bandiera) | P     | Goran Karačić     |
| 39 | Germania (bandiera)             | P     | Dominik Machmeier |
| 16 | Germania (bandiera)             | P     | Marcel Schuhen    |
| 33 | Germania (bandiera)             | P     | Rick Wulle        |
| 36 | Germania (bandiera)             | D     | Ken Gipson        |
| 23 | Germania (bandiera)             | D     | Markus Karl       |
| 14 | Germania (bandiera)             | D     | Tim Kister        |
| 24 | Germania (bandiera)             | D     | Philipp Klingmann |
| 34 | Germania (bandiera)             | D     | Tim Knipping      |
| 19 | Kosovo (bandiera)               | D     | Leart Paqarada    |
| 4  | Germania (bandiera)             | D     | Damian Roßbach    |
| 5  | Germania (bandiera)             | D     | Marcel Seegert    |
| 28 | Germania (bandiera)             | C     | Philipp Förster   |
| 9  | Islanda (bandiera)              | C     | Rúrik Gíslason    |
| 26 | Germania (bandiera)             | C     | Ali Ibrahimaj     |

| N. |                        | Ruolo | Calciatore          |
| -- | ---------------------- | ----- | ------------------- |
| 27 | Germania (bandiera)    | C     | Maximilian Jansen   |
| 31 | Austria (bandiera)     | C     | Stefan Kulovits     |
| 6  | Germania (bandiera)    | C     | Denis Linsmayer     |
| 21 | Germania (bandiera)    | C     | Manuel Stiefler     |
| 22 | Germania (bandiera)    | C     | Korbinian Vollmann  |
| 11 | Germania (bandiera)    | C     | Eroll Zejnullahu    |
| 29 | Turchia (bandiera)     | A     | Şahin Aygüneş       |
| 38 | Germania (bandiera)    | A     | Mirco Born          |
| 8  | Germania (bandiera)    | A     | Nejmeddin Daghfous  |
| 37 | Germania (bandiera)    | A     | Julian Derstroff    |
| 18 | Germania (bandiera)    | A     | Robert Herrmann     |
| 10 | Germania (bandiera)    | A     | Richard Sukuta-Pasu |
| 20 | Angola (bandiera)      | A     | José Vunguidica     |
| 7  | Stati Uniti (bandiera) | A     | Andrew Wooten       |
| 25 | Stati Uniti (bandiera) | A     | Haji Wright         |

## Organigramma societario
Area tecnica
- Allenatore: Kenan Koçak
- Allenatore in seconda: Gerhard Kleppinger
- Preparatore dei portieri: Erol Sabanov
- Preparatori atletici: Marc Lorius

## Risultati

### 2. Bundesliga

#### Girone di andata
| Arbitro: | Cortus |

|                          |           |                                      |
| Lewerenz 75’ Ducksch 90’ | Marcatori | 14’ (rig.) Sukuta-Pasu 35’ Klingmann |

| Arbitro: | Günsch |

|            |           |  |
| Wooten 70’ | Marcatori |  |

| Arbitro: | Gerach |

|  |           |                                                |
|  | Marcatori | 25’ Paqarada 71’ Höler 79’ Wright 89’ Daghfous |

| Arbitro: | Heft |

|           |           |                        |
| Höler 22’ | Marcatori | 51’ Bebou 90’ Hennings |

| Arbitro: | Jablonski |

|            |           |               |
| Boland 48’ | Marcatori | 83’ Klingmann |

| Arbitro: | Rohde |

|           |           |  |
| Höler 68’ | Marcatori |  |

| Arbitro: | Sather |

|              |           |  |
| Paqarada 55’ | Marcatori |  |

| Arbitro: | Siewer |

|           |           |  |
| Köpke 17’ | Marcatori |  |

| Arbitro: | Kampka |

|                |           |  |
| Höler 67’, 84’ | Marcatori |  |

| Arbitro: | Dietz |

|                           |           |  |
| Hinterseer 12’ Stöger 72’ | Marcatori |  |

| Arbitro: | Schmidt |

|              |           |               |
| Stiefler 80’ | Marcatori | 90’ Schneider |

| Arbitro: | Dingert |

|                      |           |                 |
| Narey 27’ Maloča 81’ | Marcatori | 78’ Sukuta-Pasu |

| Arbitro: | Badstübner |

|  |           |                |
|  | Marcatori | 8’ Stoppelkamp |

| Arbitro: | Dietz |

|               |           |                      |
| Banggaard 84’ | Marcatori | 17’, 71’ Sukuta-Pasu |

| Arbitro: | Aarnink |

|              |           |                         |
| Knipping 29’ | Marcatori | 48’ Glatzel 73’ Verhoek |

| Arbitro: | Alt |

|             |           |  |
| Leibold 69’ | Marcatori |  |

| Arbitro: | Günsch |

|                                         |           |                |
| Höler 45’ Sukuta-Pasu 59’ Derstroff 88’ | Marcatori | 54’ Voglsammer |

#### Girone di ritorno
| Arbitro: | Siewer |

|                                               |           |           |
| Paqarada 58’ Höler 61’ (rig.) Sukuta-Pasu 71’ | Marcatori | 78’ Peitz |

| Ingolstadt 23 gennaio 2018, ore 20:30 19ª giornata | Ingolstadt 04 | 0 – 0 referto | Sandhausen | Audi-Sportpark (7.575 spett.)\| Arbitro: \| Fritz \| |
| Arbitro:                                           | Fritz         |               |            |                                                      |

| Arbitro: | Kempkes |

|               |           |  |
| Linsmayer 80’ | Marcatori |  |

| Arbitro: | Jöllenbeck |

|             |           |  |
| Hoffmann 2’ | Marcatori |  |

| Sandhausen 11 febbraio 2018, ore 13:30 22ª giornata | Sandhausen | 0 – 0 referto | Eintracht Braunschweig | Hardtwaldstadion (4.381 spett.)\| Arbitro: \| Dingert \| |
| Arbitro:                                            | Dingert    |               |                        |                                                          |

| Arbitro: | Gräfe |

|  |           |             |
|  | Marcatori | 78’ Förster |

| Arbitro: | Brand |

|                           |           |             |
| Skrzybski 4’ Pedersen 20’ | Marcatori | 48’ Förster |

| Arbitro: | Alt |

|              |           |           |
| Gíslason 69’ | Marcatori | 54’ Köpke |

| Arbitro: | Aarnink |

|               |           |             |
| Mees 28’, 52’ | Marcatori | 60’ Aygüneş |

| Arbitro: | Dietz |

|                           |           |                          |
| Stiefler 18’ Gíslason 24’ | Marcatori | 26’, 56’, 64’ Hinterseer |

| Arbitro: | Sather |

|             |           |              |
| Allagui 26’ | Marcatori | 54’ Gíslason |

| Sandhausen 6 aprile 2018, ore 18:30 29ª giornata | Sandhausen | 0 – 0 referto | Greuther Fürth | Hardtwaldstadion (6.013 spett.)\| Arbitro: \| Siewer \| |
| Arbitro:                                         | Siewer     |               |                |                                                         |

| Arbitro: | Badstübner |

|  |           |                          |
|  | Marcatori | 39’ Förster 90’ Kulovits |

| Arbitro: | Gerach |

|               |           |                  |
| Linsmayer 10’ | Marcatori | 50’ (rig.) Kempe |

| Arbitro: | Aarnink |

|                         |           |  |
| Dovedan 17’ Verhoek 37’ | Marcatori |  |

| Arbitro: | Heft |

|  |           |                         |
|  | Marcatori | 38’ Behrens 75’ Leibold |

| Bielefeld 13 maggio 2018, ore 15:30 34ª giornata | Arminia Bielefeld | 0 – 0 referto | Sandhausen | SchücoArena (23.070 spett.)\| Arbitro: \| Cortus \| |
| Arbitro:                                         | Cortus            |               |            |                                                     |

### Coppa di Germania
| Arbitro: | Kampka |

|                                |           |           |
| Willsch 53’ Krautschneider 62’ | Marcatori | 11’ Höler |

## Statistiche

### Statistiche di squadra
| Competizione      | Punti | In casa | In casa | In casa | In casa | In casa | In casa | In trasferta | In trasferta | In trasferta | In trasferta | In trasferta | In trasferta | Totale | Totale | Totale | Totale | Totale | Totale | DR |
| Competizione      | Punti | G       | V       | N       | P       | Gf      | Gs      | G            | V            | N            | P            | Gf           | Gs           | G      | V      | N      | P      | Gf     | Gs     | DR |
| ----------------- | ----- | ------- | ------- | ------- | ------- | ------- | ------- | ------------ | ------------ | ------------ | ------------ | ------------ | ------------ | ------ | ------ | ------ | ------ | ------ | ------ | -- |
| 2. Bundesliga     | 43    | 17      | 7       | 5       | 5       | 19      | 15      | 17           | 4            | 5            | 8            | 16           | 18           | 34     | 11     | 10     | 13     | 35     | 33     | +2 |
| Coppa di Germania | -     | 0       | 0       | 0       | 0       | 0       | 0       | 1            | 0            | 0            | 1            | 1            | 2            | 1      | 0      | 0      | 1      | 1      | 2      | -1 |
| Totale            | -     | 17      | 7       | 5       | 5       | 19      | 15      | 18           | 4            | 5            | 9            | 17           | 20           | 35     | 11     | 10     | 14     | 36     | 35     | +1 |

### Andamento in campionato
| Giornata  | 1 | 2 | 3 | 4 | 5 | 6 | 7 | 8 | 9 | 10 | 11 | 12 | 13 | 14 | 15 | 16 | 17 | 18 | 19 | 20 | 21 | 22 | 23 | 24 | 25 | 26 | 27 | 28 | 29 | 30 | 31 | 32 | 33 | 34 |
| --------- | - | - | - | - | - | - | - | - | - | -- | -- | -- | -- | -- | -- | -- | -- | -- | -- | -- | -- | -- | -- | -- | -- | -- | -- | -- | -- | -- | -- | -- | -- | -- |
| Luogo     | T | C | T | C | T | C | C | T | C | T  | C  | T  | C  | T  | C  | T  | C  | C  | T  | C  | T  | C  | T  | T  | C  | T  | C  | T  | C  | T  | C  | T  | C  | T  |
| Risultato | N | V | V | P | N | V | V | P | V | P  | N  | P  | P  | V  | P  | P  | V  | V  | N  | V  | P  | N  | V  | P  | N  | P  | P  | N  | N  | V  | N  | P  | P  | N  |
| Posizione | 8 | 6 | 2 | 5 | 6 | 4 | 2 | 5 | 3 | 5  | 5  | 6  | 7  | 6  | 7  | 10 | 7  | 5  | 6  | 4  | 6  | 7  | 4  | 6  | 5  | 7  | 10 | 7  | 9  | 8  | 8  | 8  | 11 | 11 |

Legenda:

Luogo: C = Casa; T = Trasferta. Risultato: V = Vittoria; N = Pareggio; P = Sconfitta.

### Statistiche dei giocatori
| Giocatore      | 2. Bundesliga | 2. Bundesliga | 2. Bundesliga | 2. Bundesliga | Coppa di Germania | Coppa di Germania | Coppa di Germania | Coppa di Germania | Totale   | Totale | Totale      | Totale     |
| Giocatore      | Presenze      | Reti          | Ammonizioni   | Espulsioni    | Presenze          | Reti              | Ammonizioni       | Espulsioni        | Presenze | Reti   | Ammonizioni | Espulsioni |
| -------------- | ------------- | ------------- | ------------- | ------------- | ----------------- | ----------------- | ----------------- | ----------------- | -------- | ------ | ----------- | ---------- |
| V. Jović       | -             | -             | -             | -             | -                 | -                 | -                 | -                 | -        | -      | -           | -          |
| G. Karačić     | -             | -             | -             | -             | -                 | -                 | -                 | -                 | -        | -      | -           | -          |
| D. Machmeier   | -             | -             | -             | -             | -                 | -                 | -                 | -                 | -        | -      | -           | -          |
| M. Schuhen     | 34            | 0             | 1             | 0             | -                 | -                 | -                 | -                 | 34       | 0      | 1           | 0          |
| R. Wulle       | -             | -             | -             | -             | -                 | -                 | -                 | -                 | -        | -      | -           | -          |
| K. Gipson      | 3             | 0             | 0             | 0             | -                 | -                 | -                 | -                 | 3        | 0      | 0           | 0          |
| M. Karl        | 28            | 0             | 4             | 0             | 1                 | 0                 | 0                 | 0                 | 29       | 0      | 4           | 0          |
| T. Kister      | 20            | 0             | 6             | 1             | -                 | -                 | -                 | -                 | 20       | 0      | 6           | 1          |
| P. Klingmann   | 21            | 2             | 2             | 0             | 1                 | 0                 | 0                 | 0                 | 22       | 2      | 2           | 0          |
| T. Knipping    | 32            | 1             | 4             | 0             | 1                 | 0                 | 0                 | 0                 | 33       | 1      | 4           | 0          |
| L. Paqarada    | 31            | 3             | 7             | 0             | 1                 | 0                 | 1                 | 0                 | 32       | 3      | 8           | 0          |
| D. Roßbach     | 3             | 0             | 2             | 0             | -                 | -                 | -                 | -                 | 3        | 0      | 2           | 0          |
| M. Seegert     | 9             | 0             | 0             | 0             | -                 | -                 | -                 | -                 | 9        | 0      | 0           | 0          |
| P. Förster     | 28            | 3             | 4             | 0             | -                 | -                 | -                 | -                 | 28       | 3      | 4           | 0          |
| R. Gíslason    | 15            | 3             | 2             | 0             | -                 | -                 | -                 | -                 | 15       | 3      | 2           | 0          |
| A. Ibrahimaj   | 6             | 0             | 1             | 0             | 1                 | 0                 | 0                 | 0                 | 7        | 0      | 1           | 0          |
| M. Jansen      | 24            | 0             | 4             | 0             | -                 | -                 | -                 | -                 | 24       | 0      | 4           | 0          |
| S. Kulovits    | 14            | 1             | 5             | 0             | 1                 | 0                 | 1                 | 0                 | 15       | 1      | 6           | 0          |
| D. Linsmayer   | 31            | 2             | 5             | 0             | 1                 | 0                 | 1                 | 0                 | 32       | 2      | 6           | 0          |
| M. Stiefler    | 20            | 2             | 5             | 0             | -                 | -                 | -                 | -                 | 20       | 2      | 5           | 0          |
| K. Vollmann    | 11            | 0             | 1             | 0             | 1                 | 0                 | 0                 | 0                 | 12       | 0      | 1           | 0          |
| E. Zejnullahu  | 13            | 0             | 1             | 0             | 1                 | 0                 | 0                 | 0                 | 14       | 0      | 1           | 0          |
| Ş. Aygüneş     | 9             | 1             | 1             | 0             | -                 | -                 | -                 | -                 | 9        | 1      | 1           | 0          |
| M. Born        | -             | -             | -             | -             | -                 | -                 | -                 | -                 | -        | -      | -           | -          |
| N. Daghfous    | 31            | 1             | 6             | 0             | 1                 | 0                 | 0                 | 0                 | 32       | 1      | 6           | 0          |
| J. Derstroff   | 18            | 1             | 2             | 0             | 1                 | 0                 | 0                 | 0                 | 19       | 1      | 2           | 0          |
| R. Herrmann    | 1             | 0             | 0             | 0             | -                 | -                 | -                 | -                 | 1        | 0      | 0           | 0          |
| R. Sukuta-Pasu | 27            | 6             | 4             | 1             | 1                 | 0                 | 0                 | 0                 | 28       | 6      | 4           | 1          |
| J. Vunguidica  | 8             | 0             | 0             | 0             | -                 | -                 | -                 | -                 | 8        | 0      | 0           | 0          |
| A. Wooten      | 6             | 1             | 0             | 0             | -                 | -                 | -                 | -                 | 6        | 1      | 0           | 0          |
| H. Wright      | 15            | 1             | 1             | 0             | -                 | -                 | -                 | -                 | 15       | 1      | 1           | 0          |
| L. Höler       | 16            | 7             | 1             | 0             | 1                 | 1                 | 0                 | 0                 | 17       | 8      | 1           | 0          |
| E. Zenga       | 1             | 0             | 1             | 0             | -                 | -                 | -                 | -                 | 1        | 0      | 1           | 0          |
| M. Knaller     | 1             | 0             | 0             | 0             |                   |                   |                   |                   |          |        |             |            |